# 오나하마정
오나하마정(小名浜町)은 후쿠시마현 남동부, 이와키군에 속해있던 정이다.

## 역사
- 1889년 4월 1일 - 정촌제 시행에 의해 오나하마촌이 단독으로 자치체를 형성해 이와사키군 오나하마정이 성립하였다.
- 1896년 4월 1일 - 군 통합에 의해 이와키군이 성립하여 소속이 변경되었다.
- 1941년 8월 15일 - 다마가와촌을 편입하였다.
- 1953년 10월 10일 - 가시마촌을 편입하였다.
- 1954년 3월 31일 - 이즈미정, 에나정, 와타나베촌과 합병해 이와키시가 성립하여 동일 오나하마정은 폐지되었다.

## 교통

### 철도
- 후쿠시마 임해철도
  - 본선
- 에나철도
  - 에나철도선

당시 후쿠시마 임해철도는 여객영업을 하고 있었다.

### 도로
- 국도 제6호선

## 참고문헌
- 가도카와 일본 지명 대사전 7 福島県